# Mario Sementini
Mario Sementini (Capua, 1907 – ...) è stato un politico italiano.

## Biografia
Dirigente e funzionario, fu presidente dell'Ente comunale di assistenza e vice-pretore di Capua.
Dal 1954 al 1956 fu presidente della Provincia di Caserta, secondo presidente dopo la ricostituzione dei consigli provinciali, succeduto a Fortunato Messa. Nel 1957 venne eletto sindaco di Capua.